# Kapelski Vrh (Słowenia)
Kapelski Vrh – wieś w Słowenii, w gminie Radenci. W 2018 roku liczyła 229 mieszkańców.